# Оганесян, Хорен Георгиевич
Хоре́н Гео́ргиевич Оганеся́н (арм. Խորեն Գեորգիի Հովհաննիսյան; род. 10 января 1955, Ереван) — советский и армянский футболист, полузащитник. Мастер спорта СССР международного класса (1976). Заслуженный тренер Республики Армения.
Легенда «Арарата» и армянского футбола в целом. За «Арарат» провёл в официальных играх чемпионатов СССР 295 матчей, в которых забил 93 мяча. Показатель по забитым мячам в высшей лиге СССР является рекордным в армянском футболе.
В опросе, проходившем в 2005 году, признан лучшим футболистом Армении XX века. В мае 2010 года, за большие заслуги перед отечеством указом президента Республики Армения Сержа Саргсяна, согласно закону о «Государственных наградах», был награждён медалью «Мовсеса Хоренаци».

## Карьера игрока
Родился в спортивной семье. Отец — штангист, заслуженный тренер Армянской ССР. Мать — специализировалась в гимнастике. Старший брат играл в футбол, младший — штангист, мастер спорта.
Хорен вышел из дворового футбола. В 1969 году в составе команды «Ани» (Ереван) стал победителем Всесоюзного турнира дворовых команд «Кожаный мяч» (автор одного из голов в финальной встрече). Занимался в спортивной школе (тренер — Ашот Гургенович Сарибекян), по окончании которой поступил в институт физкультуры, окончив который поступил в институт народного хозяйства (специальность — государственное планирование). В это время футболиста пригласили в юношескую сборную Армении, где его приметил главный тренер юношеской сборной СССР Евгений Лядин. Он написал рекомендательное письмо руководству «Арарата», после чего Оганесян был взят в дубль команды в 1973 году. В дубле выступал два года.
Дебютный официальный матч в составе «Арарата» провёл 19 марта 1975 года в 1/4 финала Кубка Чемпионов 1974/75, против мюнхенской «Баварии». Матч закончился со счётом 1:0. Дебют в чемпионате СССР состоялся месяцем спустя 16 апреля в Ереване. В матче «Арарат» — «Днепр» (Днепропетровск) Оганесян на 15-й минуте матча заменил Сергея Бондаренко. Матч завершился со счётом 3:0.
С первых матчей чемпионата ярко проявил себя — много забивал. Оганесяна выделяло умение точно бить левой ногой, высокая техника. В 1975 приглашался в молодёжную сборную Союза, которую тренировал Валентин Николаев.
В 1975 году стал обладателем Кубка СССР. В следующем году стал серебряным медалистом чемпионата СССР, а после — победителем молодёжного первенства Европы. По итогам 1975 года, попал в список обладателей приза лучших дебютантов сезона, присуждаемого всесоюзным молодёжным журналом «Смена».
Мастерство Оганесяна заметили в национальной сборной, в которой он начал играть с 1979 года, когда команду возглавил Константин Бесков. В следующем же году в составе олимпийской сборной становится бронзовым призёром Олимпийских игр в Москве. При этом в проигранном полуфинале Оганесян не играл из-за полученного сотрясения мозга в четвертьфинале. В матче за 3-е место вышел на замену, забил решающий гол.
В составе сборной СССР участвовал в чемпионате мира 1982 года, забил блестящий гол в матче СССР — Бельгия. Закончил выступление в главной команде страны в 1984 году. В её составе провёл 34 матча и забил 6 мячей, которые в большинстве случаев оказывались решающими.
В феврале 1984 года забил сотый гол в зачёт Клуба Григория Федотова. Забивал редкостные по красоте голы: пяткой в матче с ЦСКА (в 1983 году в Москве) и в полёте через себя — в матче с «Нефтчи» (в 1981 году в Ереване).
В начале 1980-х годов был капитаном «Арарата».
В 1985 году из-за разногласий с руководством «Арарата» покидает клуб. Оганесян почти два года не играл, поскольку на него действовала в республике негласная дисквалификация по выдуманному обвинению в сдаче матча бакинскому «Нефтчи».
В 1987 году согласился выступать за заводскую команду «Искра» Ереван, которая с ним стала чемпионом республики. В 1988 году с ней выступал уже во 2-й союзной лиге.
В 1989 году принял участие в прощальном матче Олега Блохина.
В декабре 1989 года ему поступает предложение от тренера «Пахтакора» Фёдора Новикова. Футболист помог узбекскому клубу выйти в высшую лигу. В 1991 году в матче против киевских динамовцев порвал ахилл и выбыл до конца сезона.
В чемпионатах СССР провёл 305 матчей, забил 93 гола. Пять раз входил в списки 33-х лучших футболистов сезона.

## Статистика выступлений
| Клуб             | Сезон             | Чемпионат | Чемпионат | Кубок | Кубок | Еврокубки | Еврокубки | Всего | Всего |
| Клуб             | Сезон             | Матчи     | Голы      | Матчи | Голы  | Матчи     | Голы      | Матчи | Голы  |
| ---------------- | ----------------- | --------- | --------- | ----- | ----- | --------- | --------- | ----- | ----- |
| Арарат (Ереван)  | 1975              | 24        | 4         | 3     | 0     | 5         | 2         | 32    | 6     |
| Арарат (Ереван)  | 1976 (весна)      | 10        | 1         | 0     | 0     | 0         | 0         | 10    | 1     |
| Арарат (Ереван)  | 1976 (осень)      | 15        | 4         | 5     | 2     | 0         | 0         | 20    | 6     |
| Арарат (Ереван)  | 1977              | 28        | 7         | 0     | 0     | 0         | 0         | 28    | 7     |
| Арарат (Ереван)  | 1978              | 29        | 2         | 4     | 0     | 0         | 0         | 33    | 2     |
| Арарат (Ереван)  | 1979              | 34        | 17        | 5     | 2     | 0         | 0         | 39    | 19    |
| Арарат (Ереван)  | 1980              | 31        | 6         | 7     | 3     | 0         | 0         | 38    | 9     |
| Арарат (Ереван)  | 1981              | 28        | 14        | 7     | 2     | 0         | 0         | 35    | 16    |
| Арарат (Ереван)  | 1982              | 28        | 12        | 6     | 2     | 0         | 0         | 34    | 14    |
| Арарат (Ереван)  | 1983              | 30        | 15        | 1     | 2     | 0         | 0         | 31    | 17    |
| Арарат (Ереван)  | 1984              | 30        | 9         | 3     | 3     | 0         | 0         | 33    | 12    |
| Арарат (Ереван)  | 1985              | 8         | 2         | 0     | 0     | 0         | 0         | 8     | 2     |
| Всего            | Всего             | 295       | 93        | 41    | 16    | 5         | 2         | 341   | 111   |
| Искра (Ереван)   | 1988, вторая лига | 13        | 4         | 0     | 0     | 0         | 0         | 13    | 4     |
| Всего            | Всего             | 13        | 4         | 0     | 0     | 0         | 0         | 13    | 4     |
| Пахтакор         | 1990, первая лига | 36        | 9         | 1     | 0     | 0         | 0         | 37    | 9     |
| Пахтакор         | 1991              | 10        | 0         | 0     | 0     | 0         | 0         | 10    | 0     |
| Всего            | Всего             | 46        | 9         | 1     | 0     | 0         | 0         | 47    | 9     |
| АОСС             | 1992              | 27        | 17        | 6     | 2     | 0         | 0         | 33    | 19    |
| АОСС             | 1993              | 6         | 5         | 5     | 0     | 0         | 0         | 11    | 5     |
| Пюник            | 1995/96           | 4         | 0         | 0     | 0     | 0         | 0         | 4     | 0     |
| Всего            | Всего             | 37        | 22        | 11    | 2     | 0         | 0         | 48    | 24    |
| Всего за карьеру | Всего за карьеру  | 391       | 128       | 53    | 18    | 5         | 2         | 449   | 148   |

## Голы за национальную сборную СССР
| #  | Дата            | Место                     | Противник | Счёт | Минута | Результат | Турнир                  |
| -- | --------------- | ------------------------- | --------- | ---- | ------ | --------- | ----------------------- |
| 1. | 15 октября 1980 | Москва, СССР              | Исландия  | 5:0  | 39`    | Победа    | отборочный матч ЧМ 1982 |
| 2. | 15 октября 1980 | Москва, СССР              | Исландия  | 5:0  | 58`    | Победа    | отборочный матч ЧМ 1982 |
| 3. | 4 декабря 1980  | Мар-дель-Плата, Аргентина | Аргентина | 1:1  | 21`    | Ничья     | товарищеский матч       |
| 4. | 14 апреля 1982  | Буэнос-Айрес, Аргентина   | Аргентина | 1:1  | 69`    | Ничья     | товарищеский матч       |
| 5. | 1 июля 1982     | Барселона, Испания        | Бельгия   | 1:0  | 48`    | Победа    | ЧМ 1982                 |
| 6. | 26 июля 1983    | Лейпциг, ГДР              | ГДР       | 1:3  | 35`    | Победа    | товарищеский матч       |

## Карьера тренера
В 1991 году успел побывать тренером симферопольской «Таврии». Официально главным был Анатолий Заяев, но весь тренировочный процесс был на Оганесяне. А до этого был главным и играющим тренером «Искры» (Ереван) и главным тренером ереванского «Прометея».
Так как в 1991 году СССР распался, Оганесян переехал обратно в Армению. Здесь, вместе со знакомыми, решил основать клуб. Этим клубом стал АОСС, что значит Армянский Общий Спортивный Союз (в армянском сокращении ХМНМ — «Оменетмен»). Оганесян хоть и являлся уже ветераном футбола, однако продолжил карьеру игрока. В первый же сезон Оганесян становится чемпионом и финалистом Кубка Армении в составе новообразованного клуба.
Позже переехал в Ливан, где возглавил столичный клуб «Оменетмен». В первый год занял с командой 5-е место, во-второй — 3-е.
После недолгого отсутствия вернулся в Армению, где возглавил родной для себя коллектив, который к тому моменту сменил название на «Пюник». Оганесян к этому моменту являлся играющим тренером клуба. Со вторым приход Оганесяна связаны яркие моменты в истории клуба. В первый свой сезон был оформлен золотой дубль. Во-втором сезоне команда дошла до финала, но уступила в борьбе, но чемпионское золото всё же было завоёвано. Затем последовало менее удачное 4-е место, а следующий и вовсе неудачный. Команда находилась в середине турнирной таблицы. В августе 1998 года Оганесян покинул клуб, на его место пришёл менее опытный Давид Казарян.
В середине декабря 2011 года Оганесян возглавил ташкентский «Локомотив», вышедший в прошедшем сезоне в Премьер-лигу Узбекистана.

## Достижения

### Игрока
- «Арарат» (Ереван)
- командные:
  - Серебряный призёр чемпионата СССР: 1976 (весна)
  - Обладатель Кубка СССР: 1975
- личные:
  - В списке 33-х лучших футболистов сезона: № 1 — 1980, 1982, 1983; № 2 — 1979; № 3 — 1981
  - Лучший дебютант сезона: 1975
  - Приз «За самый красивый гол сезона»: 1982
- «Киликия»
  - Чемпион Армении: 1992, 1995/96
  - Обладатель Кубка Армении: 1995/96
  - Финалист Кубка Армении: 1992
- Чемпион Европы 1976 года среди молодёжных команд
- Бронзовый призёр Олимпийских игр 1980 года
- Член Клуба Григория Федотова — 118 голов

### Тренера
- «Киликия»
  - Чемпион Армении: 1995/96, 1996/97
  - Обладатель Кубка Армении: 1995/96
  - Финалист Кубка Армении: 1996/97
  - Обладатель Суперкубка Армении: 1997
  - Финалист Суперкубка Армении: 1996

## Личная жизнь
Сын — Жора Оганесян, дочь — Эдита Оганесян.